# Elachertus spilosomatis
Elachertus spilosomatis is een vliesvleugelig insect uit de familie Eulophidae. De wetenschappelijke naam is voor het eerst geldig gepubliceerd in 1891 door Howard.